# Громадська антикорупційна рада при Міністерстві оборони України
Громадська антикорупційна рада при Міністерстві оборони України — громадський антикорупційний орган при Міністерстві оборони України.

## Історія
У квітні 2023 року створили Антикорупційну раду при Міноборони після скандалу Міністерства оборони із закупівлями яєць.
10 квітня 2023 року була утворена Громадська антикорупційна рада при Міністерстві оборони України, до складу якої увійшли:
- Геращенко Олександр Володимирович — від ГО «Центр протидії рейдерству та корупції»;
- Григорян Артак Володійович — від ГО "Всеукраїнське об'єднання «Автомайдан»;
- Грушовець Євген Анатолійович — від ВГО «Асоціація правників України»;
- Кальницький Віталій Володимирович — від ГО «АНТИКОРУПЦІЙНА СОКИРА»;
- Кривошея Геннадій Григорович — від ГО «Разом проти корупції»;
- Масюк Віталій Володимирович — від ГО «НОВА ЧЕСНА УКРАЇНА»;
- Ніколаєнко Тетяна Володимирівна — від ГО «СОРОРІТАС»;
- Оджиковський Віталій Олегович — від ВГО «Асоціація правників України»;
- Остапенко Дмитро Миколайович — від ВГО «Асоціація правників України»;
- Піонтковський Костянтин Анатолійович — від ГО "Всеукраїнське об'єднання «Автомайдан»;
- Прудковських Віктор Вячеславович — від ГО «АНТИКОРУПЦІЙНА СОКИРА»;
- Свірко Олег Станіславович — від ГО «СОРОРІТАС»;
- Трегуб Олена Миколаївна — від ГО «Незалежна антикорупційна комісія»;
- Шуба Анастасія Вадимівна — від ГО «АНТИКОРУПЦІЙНА СОКИРА»;
- Ярова Богдана Едуардівна — від ГО «СОРОРІТАС».